# Ludwik Rytko
Ludwik Rytko (ur. 1 listopada 1895 w Krakowie, zm. 3 sierpnia 1916 pod Sitowiczami) – podoficer Legionów Polskich, kawaler Orderu Virtuti Militari.

## Życiorys
Urodził się w rodzinie Karola i Tekli z domu Kubicz. Ojciec był urzędnikiem kolejowym. Po ukończeniu Seminarium Nauczycielskiego w Kętach k. Białej podjął pracę w Oświęcimiu jako kierownik Biura Pośrednictwa Pracy oraz tymczasowy nauczyciel w Szkole Powszechnej. Należał do Sokoła i był instruktorem w Związku Strzeleckim. 14 sierpnia 1914 wstąpił do organizowanych przez Józefa Piłsudskiego Legionów Polskich. Został wcielony do 3 kompanii 2 pułku piechoty. Brał udział w kampanii karpackiej. Walczył na całym szlaku bojowym swojego pułku.
3 sierpnia 1916 pod Sitowiczami nad Stochodem, pełniąc funkcję obserwatora, przetrwał na swoim stanowisku huraganowy ogień artyleryjski i poinformował o zbliżającym się natarciu Rosjan. Podczas powrotu na własne linie obronne został ciężko ranny. Zmarł w okopie i został pochowany na polu walki. Za ten czyn został odznaczony pośmiertnie Krzyżem Srebrnym Orderu Virtuti Militari.
Był kawalerem.

## Ordery i odznaczenia
- Krzyż Srebrny Orderu Wojskowego Virtuti Militari nr 7652[1]
- Krzyż Niepodległości – pośmiertnie[2][1]